# アアイ石窟

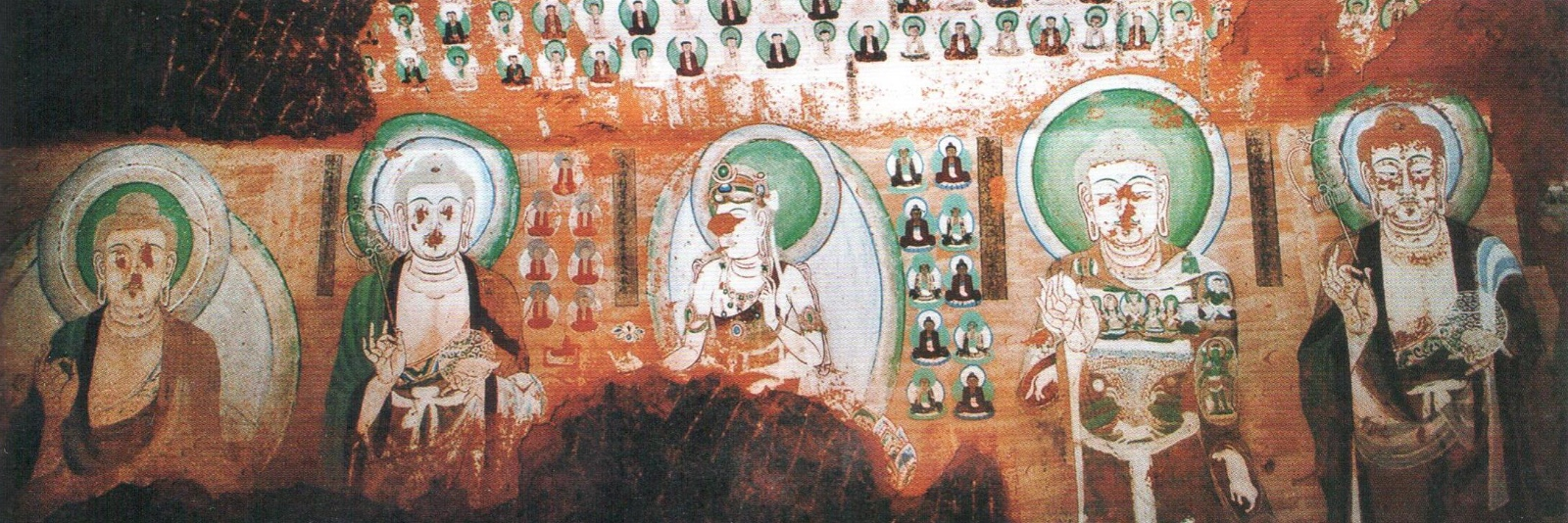
アアイ石窟の左側壁画

アアイ石窟（アアイせっくつ、中国語: 阿艾石窟）は、中国新疆ウイグル自治区タリム盆地北部のクチャ地区にある仏教の孤立した石窟遺跡である。紀元8世紀に建てられ、1999年4月に地元の羊飼いの若者トゥディー・アッゼ（Tudi Azze）が薬草を集めているときに発見した。
洞窟の奥行きは4.6メートル、幅は2.5メートルで、面積は約15平方メートル。ほとんどの壁画は損傷しており、敦煌・莫高窟の唐王朝の壁画と似ている。左側の壁画には、薬師如来、盧舎那仏、文殊菩薩が描かれている。壁画には功徳者の中国語碑文があるが、功徳者の肖像画はない。

## ギャラリー

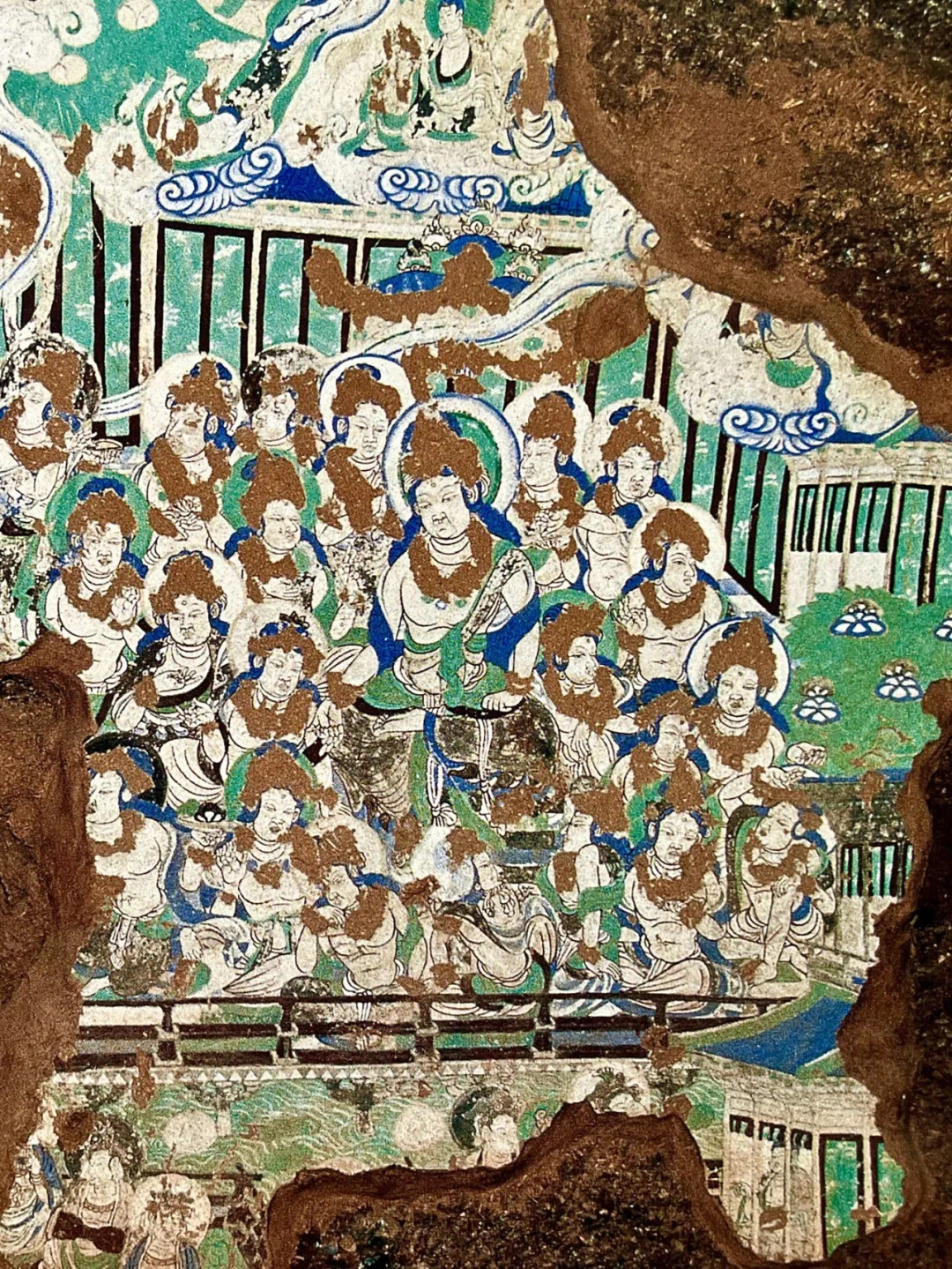
『観無量寿経』中の観音菩薩
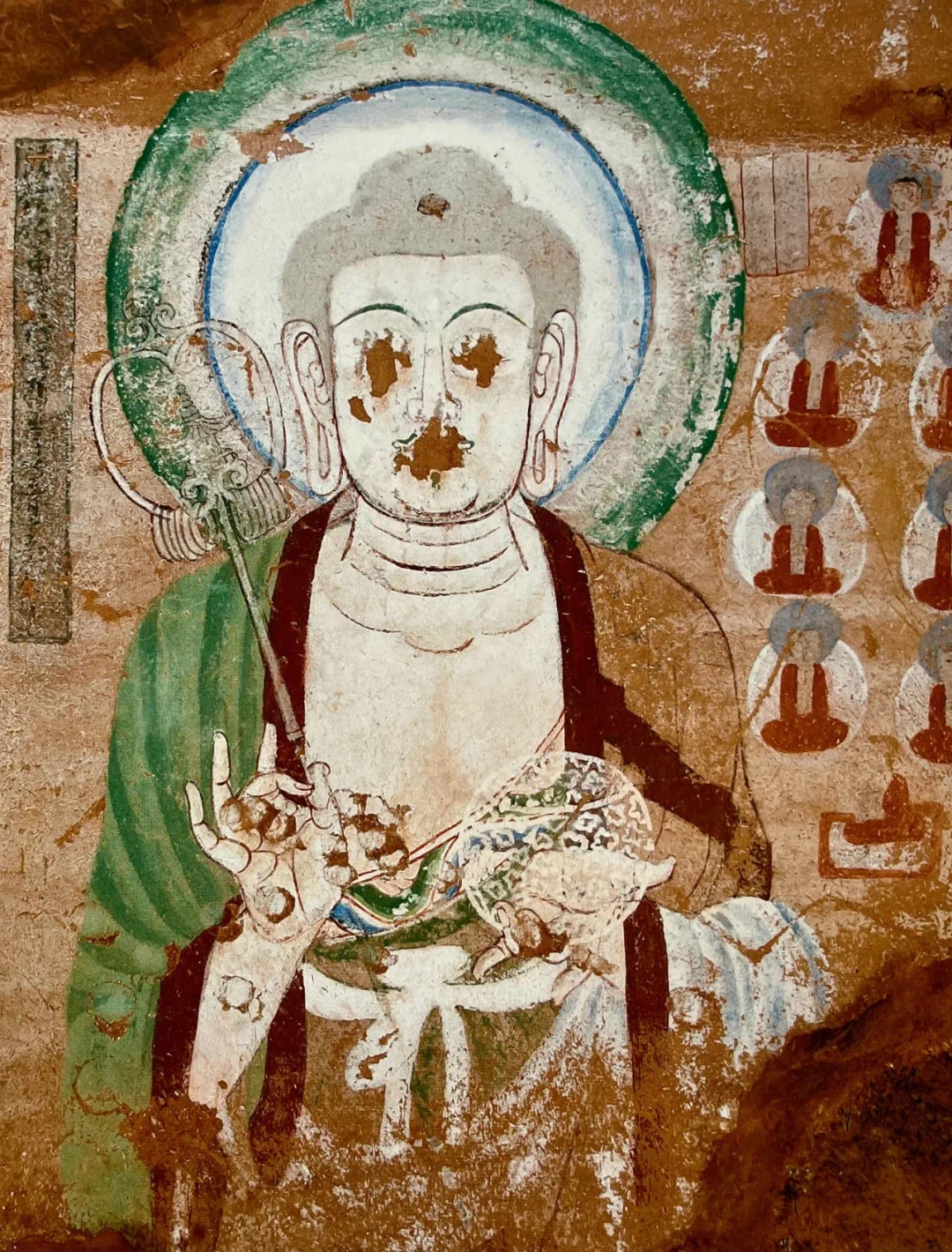
薬師如来（五官が破損）
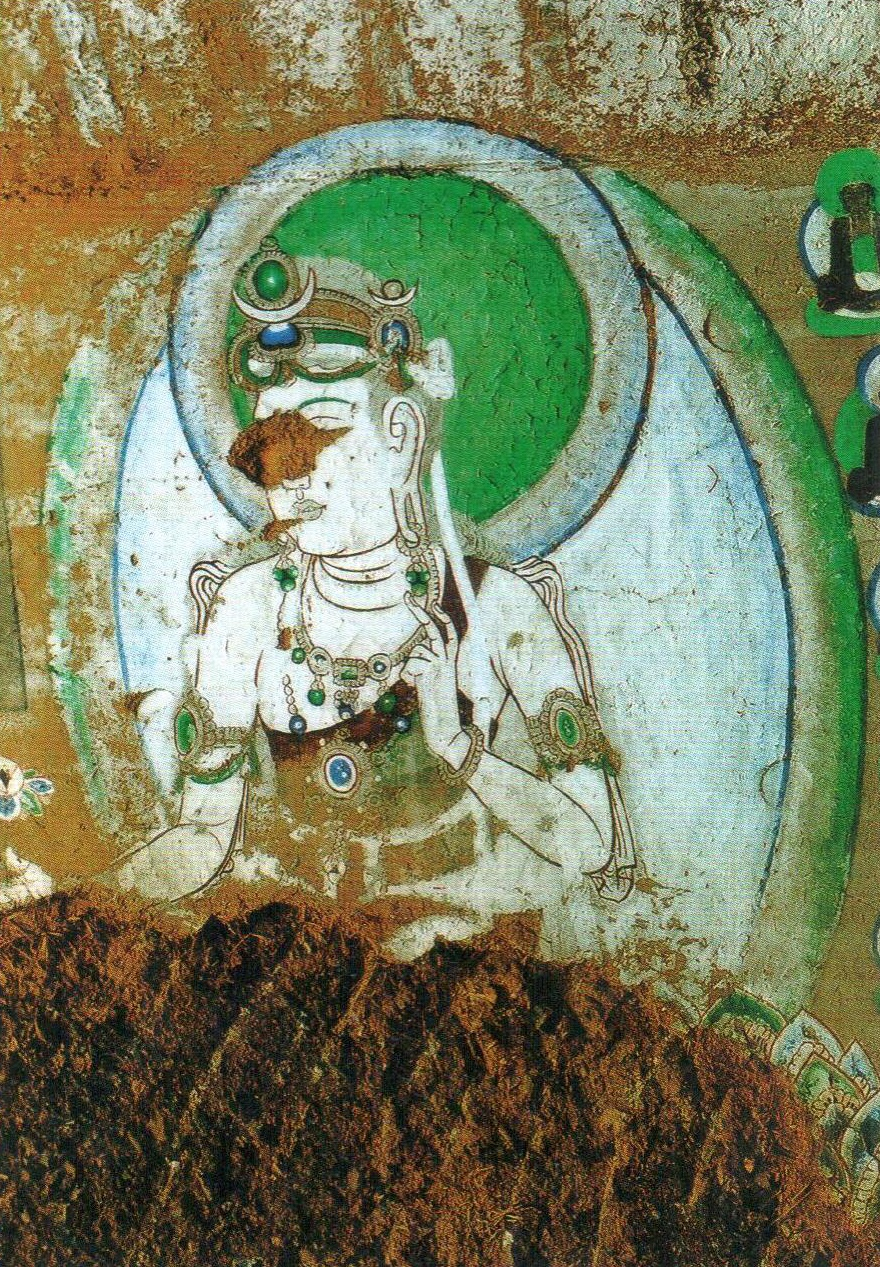
文殊菩薩
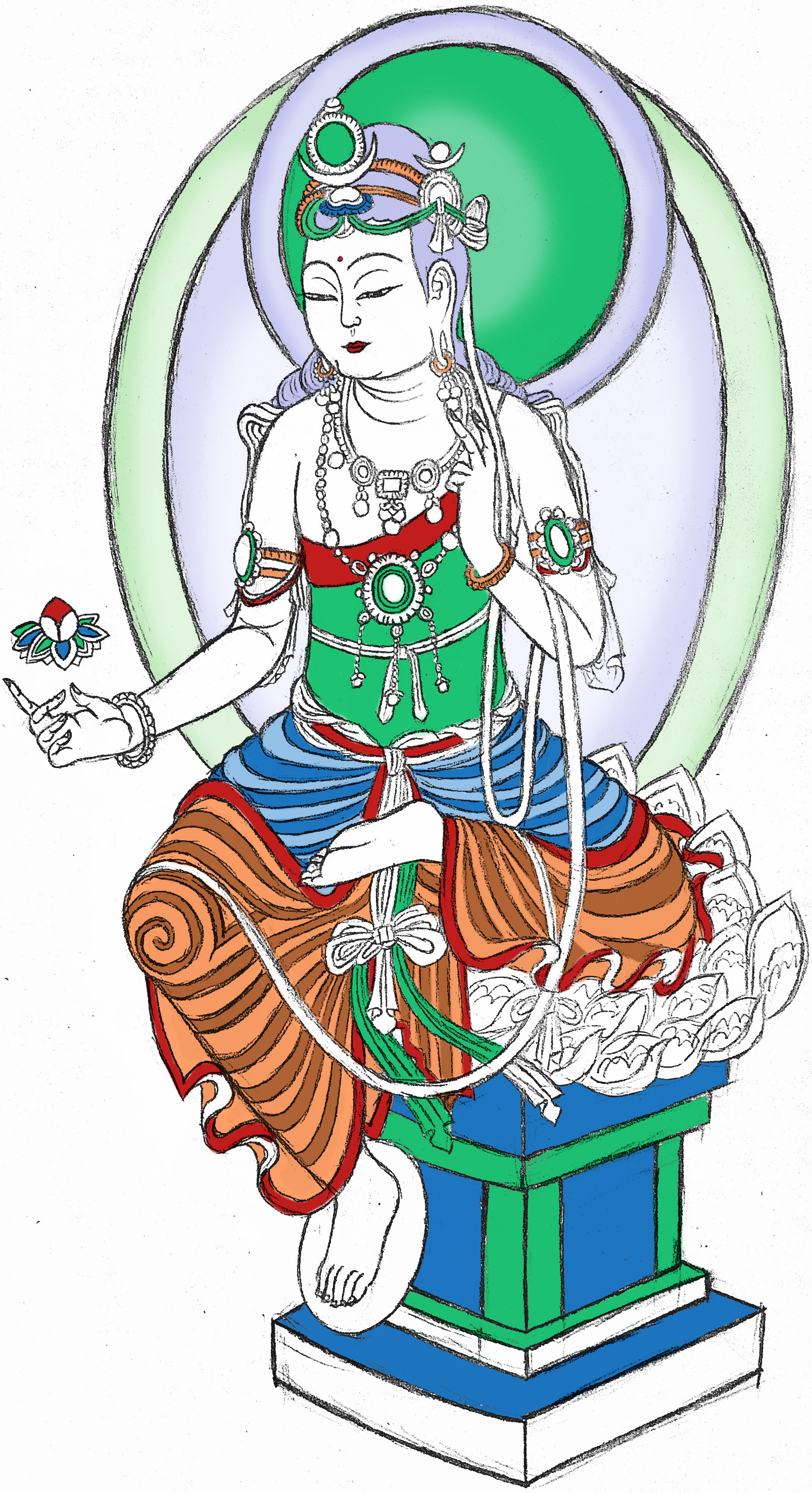
文殊菩薩の復元図
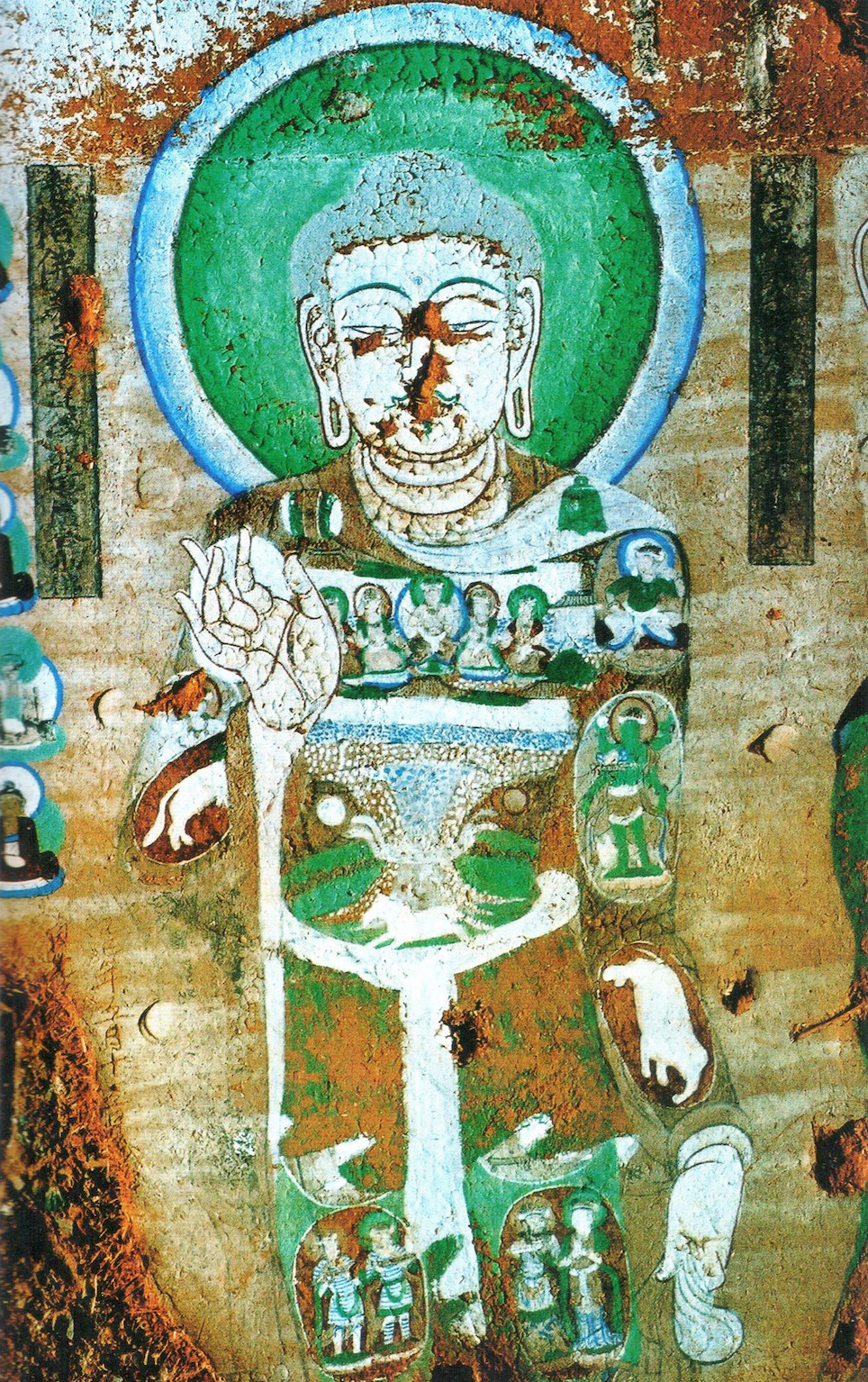
毘盧遮那仏
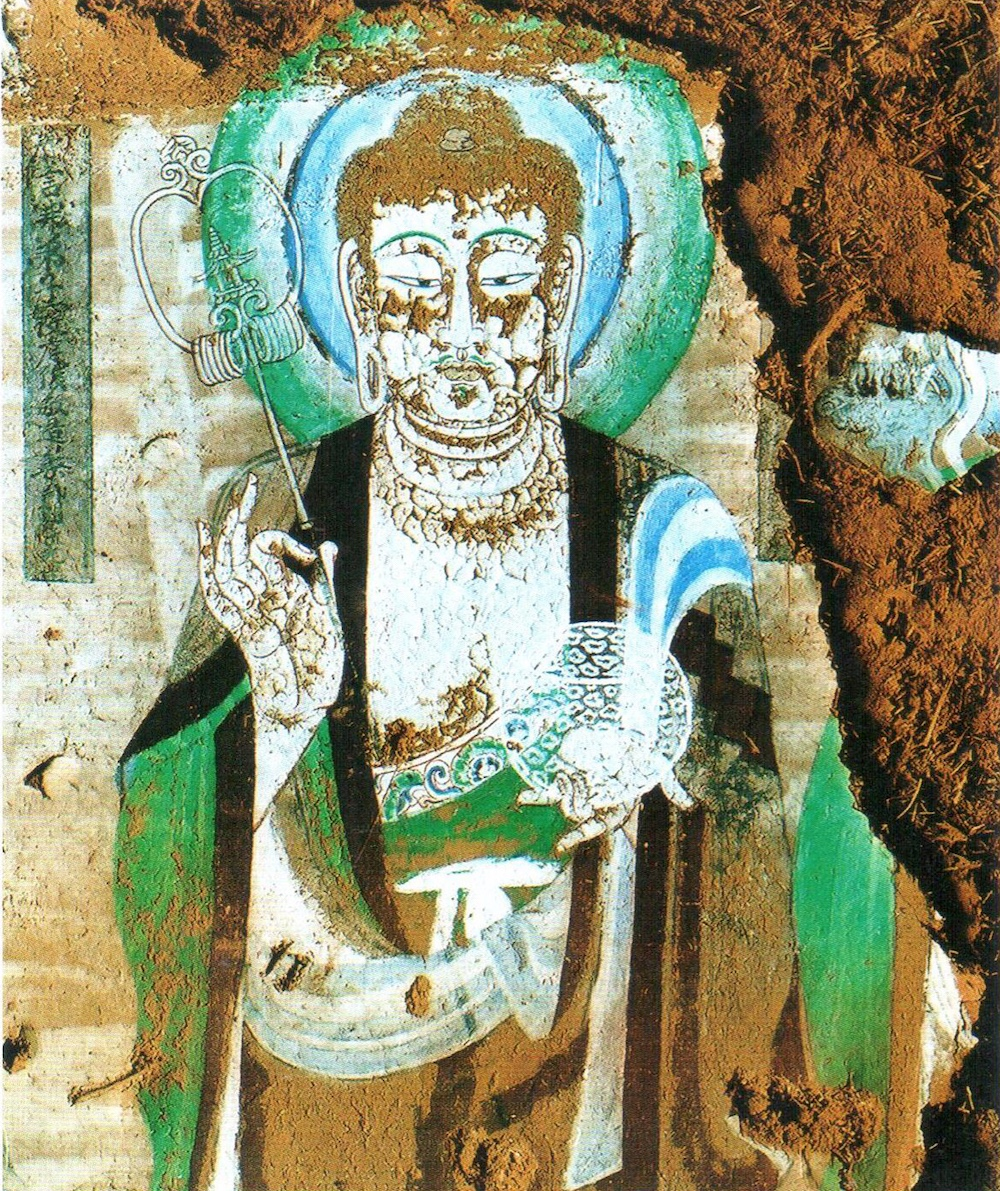
薬師如来

## 参照項目
- 新疆ウイグル自治区などの遺跡